# El cargol i la balena
El cargol i la balena (títol original en anglès: The Snail and the Whale) és un curtmetratge britànic-sudafricana-alemanya del 2019, d'animació per ordinador, dirigit per Max Lang i Daniel Snaddon, i produït per Michael Rose i Martin Pope de Magic Light Pictures, en associació amb ZDF, BBC i Triggerfish Animation Studios, estudis en els quals es va animar la pel·lícula.
El curtmetratge es basa en el llibre homònim del 2003, escrit per Julia Donaldson i il·lustrat per Axel Scheffler. Les veus dels personatges principals són les de Diana Rigg, Sally Hawkins i Rob Brydon. L'estrena mundial es va realitzar el Nadal de 2019 al Regne Unit a través del canal BBC One. La pel·lícula fou doblada al català.

## Argument
La pel·lícula narra el sorprenent viatge d'un petit caragol de mar que anhela veure el món i s'enganxa a la cua d'una simpàtica balena geperuda. Una història alegre i apoderada sobre les meravelles naturals del món que posa en valor que, per petit que siguis, pots marcar la diferència.

## Repartiment de veus
- Diana Rigg com a narradora[4]
- Sally Hawkins com el cargol de mar
- Rob Brydon com a balena geperuda
- Cariad Lloyd com a mestra
- Arnold Brown i Emma Tate com a ramat de cargols
- Max Lang com el peix al mar
- William Barber, David Cummings, Charlotte-Davis Black, Emmy Dowers i Mia Wilks com a escolars

## Premis i nominacions
| Any  | Premi                                                       | Categoria                              | Nominació             | Resultat  | Ref.   |
| ---- | ----------------------------------------------------------- | -------------------------------------- | --------------------- | --------- | ------ |
| 2020 | Festival Internacional de Cinema Infantil de Nova York      | Premi del públic, 3-5 anys             | El cargol i la balena | Guanyador | [ 5 ]  |
| 2020 | Premis Britànics de l'Animació                              | Millor actuació de veu                 | Sally Hawkins         | Guanyador | [ 6 ]  |
| 2020 | Premis Banff Rockie                                         | Millor animació infantil               | El cargol i la balena | Guanyador | [ 7 ]  |
| 2020 | Premis Venice TV                                            | Nens / Joves                           | El cargol i la balena | Guanyador | [ 8 ]  |
| 2020 | Festival i mercat internacional de curtmetratges de Sapporo | Acció / Aventura                       | El cargol i la balena | Guanyador | [ 9 ]  |
| 2020 | Premis Britànics de l'Animació                              | Millor forma llarga i millor ús del so | El cargol i la balena | Nominat   | [ 10 ] |
| 2020 | Festival de Cinema d'Animació d'Annecy                      | Televisió                              | El cargol i la balena | Nominat   | [ 11 ] |
| 2020 | Festival Internacional de Cinema de Cleveland               | Selecció oficial                       | El cargol i la balena | Nominat   | [ 12 ] |